# Dormant River
Der Dormant River ist ein Zufluss des Salt River in Dominica. Er verläuft im Parish St. John und mündet in den Salt River, kurz bevor dieser selbst in der Douglas Bay ins Karibische Meer mündet.

## Geographie
Der Dormant River entspringt in den westlichen Ausläufern des Morne aux Diables (⊙). Er fließt auf steilem Gelände nach Süden und windet sich im Unterlauf noch einige Male nach Westen und Süden, bevor er in den Salt River mündet.